# Tourlaville

Tourlaville este o comună în departamentul Manche, Franța. În 1 ianuarie 2018 avea o populație de 16.040 de locuitori.

## Geografie
Localitatea Tourlaville se află la Canalul Mânecii.

## Toponimia
Tourlaville este derivat din cuvântul francez așezat la final  -ville  și numele scandinav Thorlakr  . Tour- în acest caz nu are nimic de a face cu tour (română turn).

## Obiective turistice
- Biserica Notre-Dame de Tourlaville
- Castelul Ravalet